# Jeanne Haze
Juana Haze (María Teresa Haze, Lieja, 27 de febrero de 1782 - Lieja, 7 de enero de 1876) era una monja belga, fundadora de la congregación religiosa de las Hijas de la Cruz. Fue beatificada el 21 de abril de 1991.

## Biografía
Hija del secretario del último príncipe-obispo de Lieja, Jeanne nació en Lieja el 17 de febrero de 1782 y recibió una buena educación cristiana de sus padres.  La grave desorganización social engendrada por la Revolución francesa y sus consecuencias en Lieja, con su procesión de angustia social y humana, la llevó, como su hermana Fernande, a cuidar a los niños pobres y abandonados de la ciudad.
Las leyes antirreligiosas de principios del siglo XIX no les permitían seguir el camino de una vocación religiosa tradicional, las dos hermanas se organizaron en casa, en grupos de piedad.

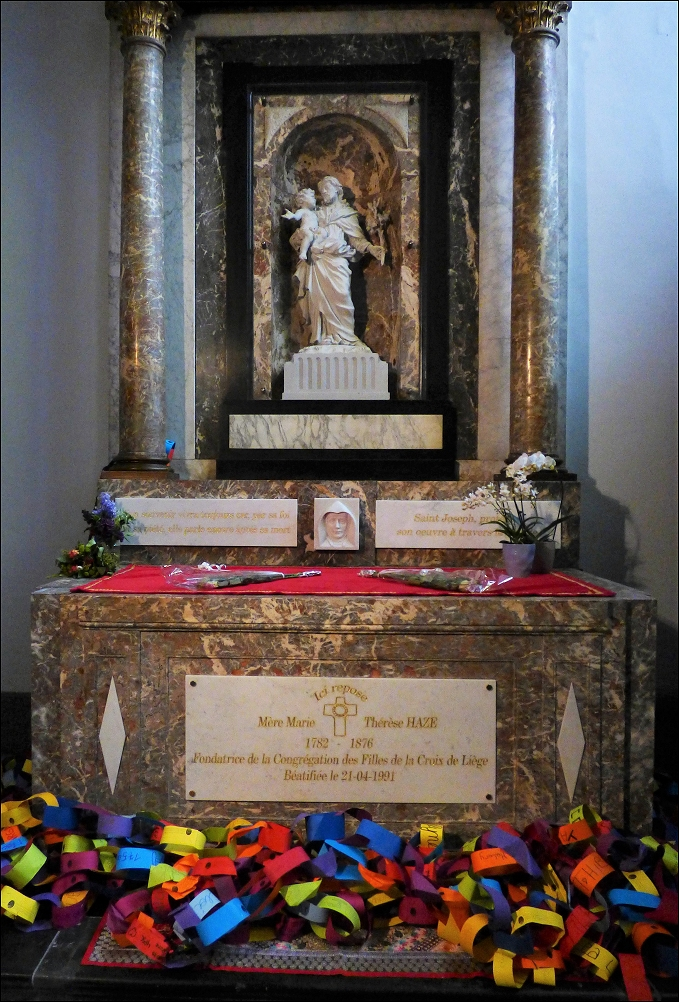
Altar y reliquias en la catedral de Lieja.

En 1824, se les pidió que se hicieran cargo de una escuela ubicada en la parroquia de Saint-Barthélemy de Lieja. La empresa es privada y discreta, y el gobierno holandés prohíbe la educación gratuita. La revolución belga en 1830 les permitió tener esta escuela oficialmente reconocida. Con los pocos compañeros del grupo que formó y con el apoyo del canónigo Jean-Guillaume Habets, fundó una congregación religiosa, las "Hijas de la Cruz". En 1833, hizo sus votos monásticos.
Cuidando enfermedades en el hogar, visitando mujeres encarceladas, enseñando catecismo, bordados y otros trabajos útiles para los niños durante el día, y cuidando a adultos por la noche, las primeras monjas comenzaron a ser conocidas y atrajeron generosidad.
Pronto se hicieron fundaciones en Alemania (1849), India (1861) e Inglaterra (1863). La congregación se desarrolla particularmente en el mundo de habla inglesa.
El 7 de enero de 1876, cuando murió en su convento en Lieja, a la edad de 94 años, la congregación de las Hijas de la Cruz tenía más de 900 religiosas repartidas en 51 comunidades.
El 21 de abril de 1991, fue beatificada por el papa Juan Pablo II.
El 29 de abril de 2017, las reliquias de Marie-Thérèse Haze fueron trasladadas de la Rue Hors-Château a la Catedral de San Pablo en Lieja. Ahora descansa en la capilla adyacente a la que alberga las reliquias de san Lamberto.